# Kino (mjukvara)

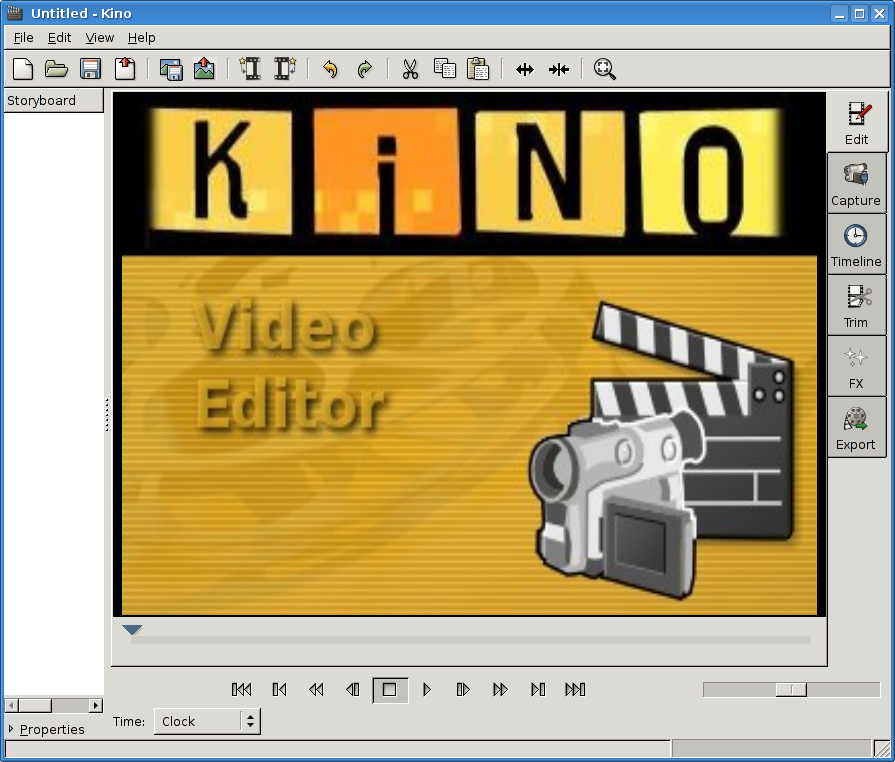
Skärmdump av programmet.

Kino är ett videoredigeringsprogram som är fritt att ladda ned och använda. Programvaran är tänkt att användas tillsammans med någon variant av operativsystemet Linux.